# Nội các Abe lần 4
Nội các Abe lần thứ 4 được thành lập trong tháng 11 năm 2017 bởi Thủ tướng Abe Shinzō và là chính phủ hiện tại của Nhật Bản. Chính phủ là sự liên minh giữa Đảng Dân chủ Tự do và Đảng Công Minh kiểm soát Chúng nghị viện và Tham nghị viên trong Quốc hội.

## Bầu cử Thủ tướng
| Chúng Nghị viện (Hạ viện) Đa số tuyệt đối (233/465) bắt buộc                                        | Chúng Nghị viện (Hạ viện) Đa số tuyệt đối (233/465) bắt buộc | Chúng Nghị viện (Hạ viện) Đa số tuyệt đối (233/465) bắt buộc             | Chúng Nghị viện (Hạ viện) Đa số tuyệt đối (233/465) bắt buộc |
| Lựa chọn                                                                                            | Lựa chọn                                                     | Phiếu bầu                                                                | Phiếu bầu                                                    |
| Lựa chọn                                                                                            | Lựa chọn                                                     | Đảng                                                                     | Phiếu bầu                                                    |
| --------------------------------------------------------------------------------------------------- | ------------------------------------------------------------ | ------------------------------------------------------------------------ | ------------------------------------------------------------ |
| | Abe Shinzō                                                   | LDP (282), Không đảng phái [Chủ tịch Hạ viện] (1), Komeito (29)          | 312 / 465                                                    |
| | Edano Yukio                                                  | CDP (55), Tự do (2), SDP (2), Không đảng phái [Phó Chủ tịch Hạ viện] (1) | 60 / 465                                                     |
| | Watanabe Shū                                                 | Kibō (51)                                                                | 51 / 465                                                     |
| | Ōtsuka Kōhei                                                 | Không đảng phái trước đây từ DP (16)                                     | 16 / 465                                                     |
| | Shii Kazuo                                                   | JCP (12)                                                                 | 12 / 465                                                     |
| | Katayama Toranosuke                                          | Ishin (11)                                                               | 11 / 465                                                     |
| | Maehara Seiji                                                | Không đảng phái [Nakajima Katsuhito] (1)                                 | 1 / 465                                                      |
| | Washio Eiichirō                                              | Không đảng phái [Washio Eiichirō] (1)                                    | 1 / 465                                                      |
| | Phiếu không hợp lệ                                           | LDP (1)                                                                  | 1 / 465                                                      |
| Nguồn: Kỳ họp Quốc hội lần thứ 195 (Hạ viện) (liệt kê phiếu bầu cá nhân, không tính theo nhóm Đảng) |                                                              |                                                                          |                                                              |

| Tham nghị viện (Thượng viện) Đa số tuyệt đối (122/242) bắt buộc                     | Tham nghị viện (Thượng viện) Đa số tuyệt đối (122/242) bắt buộc | Tham nghị viện (Thượng viện) Đa số tuyệt đối (122/242) bắt buộc                                         | Tham nghị viện (Thượng viện) Đa số tuyệt đối (122/242) bắt buộc |
| Lựa chọn                                                                            | Lựa chọn                                                        | Phiếu bầu                                                                                               | Phiếu bầu                                                       |
| Lựa chọn                                                                            | Lựa chọn                                                        | Đảng | Phiếu bầu                                                       |
| ----------------------------------------------------------------------------------- | --------------------------------------------------------------- | --- | --------------------------------------------------------------- |
|                                                                                     | Abe Shinzō                                                      | LDP-Kokoro (124), Komeito (24), Câu lạc bộ không đảng phái (2) , Không đảng phái (1)                    | 151 / 242                                                       |
|                                                                                     | Ōtsuka Kōhei                                                    | DP (47), Không đảng phái [Phó Chủ tịch Thượng viện] (1)                                                 | 48 / 242                                                        |
|                                                                                     | Shii Kazuo                                                      | JCP (14)                                                                                                | 14 / 242                                                        |
|                                                                                     | Katayama Toranosuke                                             | Ishin (11)                                                                                              | 11 / 242                                                        |
|                                                                                     | Edano Yukio                                                     | Liên minh Hy vọng (Tự do và SDP) (6), Okinawa Whirlwind (2), Không đảng phái-CDP [Tetsuro Fukuyama] (1) | 9 / 242                                                         |
|                                                                                     | Watanabe Shū                                                    | Kibō (3)                                                                                                | 3 / 242                                                         |
|                                                                                     | Fujisue Kenzō                                                   | Kokumin no Koe [Tiếng nói nhân dân] (2)                                                                 | 2 / 242                                                         |
|                                                                                     | Phiếu trắng                                                     | Không đảng phái [Yamaguchi Kazuyuki] (1)                                                                | 1 / 242                                                         |
|                                                                                     | Không bỏ phiếu                                                  | Không đảng phái [Chủ tịch Thượng viện] (1), LDP-Kokoro (1), Komeito (1)                                 | 3 / 242                                                         |
| Nguồn: Kỳ họp Quốc hội lần thứ 195 (Thượng viện) (liệt kê phiếu bầu theo nhóm Đảng) |                                                                 | |                                                                 |

## Danh sách Bộ trưởng
Dân chủ Tự do

      Komeito

R = Đại biểu Hạ viện

C = Đại biểu Thượng viện

### Nội các
| Vị trí | Bộ trưởng | Bộ trưởng         | Bộ trưởng | Nhiệm kỳ               | Nhiệm kỳ |
| --- | --------- | ----------------- | --------- | ---------------------- | -------- |
| Thủ tướng |           | Abe Shinzō        | R         | 26/12/2012 – 2/10/2018 |          |
| Phó Thủ tướng Bộ trưởng Bộ Tài chính Bộ trưởng Nhà nước về cơ quan tài chính Bộ trưởng phụ trách khắc phục tình trạng giảm phát |           | Asō Tarō          | R         | 26/12/2012 – 2/10/2018 |          |
| Bộ trưởng Bộ Nội vụ và Truyền thông Bộ trưởng Nhà nước phát triển Nữ giới Bộ trưởng Nhà nước An sinh Xã hội và hệ thống thuế số |           | Noda Seiko        | R         | 3/8/2017 – 2/10/2018   |          |
| Bộ trưởng Bộ Tư pháp |           | Kamikawa Yōko     | R         | 3/8/2017 – 2/10/2018   |          |
| Bộ trưởng Bộ Ngoại giao |           | Kōno Tarō         | R         | 3/8/2017 – 2/10/2018   |          |
| Bộ trưởng Bộ Giáo dục, Văn hóa, Thể thao, Khoa học và Công nghệ Bộ trưởng phụ trách tái cấu trúc giáo dục |           | Hayashi Yoshimasa | C         | 3/8/2017 – 2/10/2018   |          |
| Bộ trưởng Bộ Y tế, Lao động, và Phúc lợi Bộ trưởng cải cách phong cách làm việc Bộ trưởng phụ trách vấn đề bắt cóc Bộ trưởng Nhà nước phụ trách vấn đề bắt cóc |           | Katō Katsunobu    | R         | 3/8/2017 – 2/10/2018   |          |
| Bộ trưởng Bộ Nông nghiệp, Lâm nghiệp và Thủy sản |           | Saitō Ken         | R         | 3/8/2017 – 2/10/2018   |          |
| Bộ trưởng Bộ Kinh tế, Thương mại và Công nghiệp Bộ trưởng Nhà nước về cạnh tranh công nghiệp Bộ trưởng hợp tác kinh tế với Nga Bộ trưởng phụ trách ứng phó với tác động kinh tế gây ra bởi sự cố hạt nhân Bộ trưởng Nhà nước về bồi thường thiệt hại hạt nhân và Tập đoàn Tháo dỡ |           | Hiroshige Sekō    | C         | 3/8/2016 – 2/10/2018   |          |
| Bộ trưởng Bộ Điền địa, Cơ sở hạ tầng, Giao thông và Du lịch Bộ trưởng Nhà nước về chính sách tuần hoàn thủy lợi |           | Ishii Keiichi     | R         | 7/10/2015 – 2/10/2018  |          |
| Bộ trưởng Bộ Môi trường Bộ trưởng Nhà nước về ứng phó khủng hoảng hạt nhân |           | Nakagawa Masaharu | C         | 3/8/2017 – 2/10/2018   |          |
| Bộ trưởng Quốc phòng |           | Onodera Itsunori  | R         | 3/8/2017 – 2/10/2018   |          |
| Chánh Văn phòng Nội các Bộ trưởng phụ trách giảm nhẹ gánh nặng căn cứ quân sự tại Okinawa |           | Suga Yoshihide    | R         | 26/12/2012 – 2/10/2018 |          |
| Bộ trưởng Nhà nước Tái thiết Bộ trưởng phụ trách điều phối chính sách toàn diện cho sự hồi sinh từ tai nạn hạt nhân ở Fukushima |           | Yoshino Masayoshi | R         | 26/4/2017 – 2/10/2018  |          |
| Chủ tịch Ủy ban An toàn Công cộng Quốc gia Bộ trưởng phụ trách Xây dựng và phục hồi Quốc gia Bộ trưởng Nhà nước về Giảm nhẹ thiên tai |           | Okonogi Hachiro   | R         | 3/8/2017 – 2/10/2018   |          |
| Bộ trưởng Nhà nước Okinawa và Lãnh thổ phía Bắc Bộ trưởng Nhà nước về An toàn thực phẩm Bộ trưởng Nhà nước về chính sách đại dương Bộ trưởng phụ trách các vấn đề lãnh thổ |           | Esaki Tetsuma     | R         | 3/8/2017 – 27/2/2018   |          |
| Bộ trưởng Nhà nước Okinawa và Lãnh thổ phía Bắc Bộ trưởng Nhà nước về An toàn thực phẩm Bộ trưởng Nhà nước về chính sách đại dương Bộ trưởng phụ trách các vấn đề lãnh thổ |           | Fukui Teru        | R         | 27/2/2017 – 2/10/2018  |          |
| Bộ trưởng phụ trách thúc đẩy động lực cam kết với tất cả công dân Bộ trưởng phụ trách chính sách công nghệ thông tin Bộ trưởng Nhà nước về vấn đề giảm sinh Bộ trưởng Nhà nước về bình đẳng giới Bộ trưởng Nhà nước về chiến lược "Cool Japan" Bộ trưởng Nhà nước về Chiến lược sở hữu trí tuệ Bộ trưởng Nhà nước về chính sách Khoa học Công nghệ Bộ trưởng Nhà nước về chính sách vũ trụ |           | Matsuyama Masaji  | C         | 3/8/2017 – 2/10/2018   |          |
| Bộ trưởng phụ trách tái thiết kinh tế Bộ trưởng về phát triển nguồn nhân lực Bộ trưởng phụ trách cải cách toàn diện an sinh xã hội và thuế Bộ trưởng Nhà nước về chính sách năm tài khóa và kinh tế |           | Motegi Toshimitsu | R         | 7/10/2015 – 2/10/2018  |          |
| Bộ trưởng Nhà nước phụ trách tái thiết vùng Bộ trưởng Nhà nước cải cách lãnh đạo Bộ trưởng về tái thiết vùng Bộ trưởng Nhà nước về cải cách hành chính Bộ trưởng Nhà nước về cải cách dịch vụ công |           | Kajiyama Hiroshi  | R         | 3/8/2017 – 2/10/2018   |          |
| Bộ trưởng Nhà nước về Olympic Tokyo và Paralympic Games |           | Shunichi Suzuki   | R         | 3/8/2017 – 2/10/2018   |          |

#### Thay đổi
Ngày 27/2/2018 – Bộ trưởng Bộ Lãnh thổ Phương Bắc và Okinawa Tetsuma Esaki từ chức và thay thế bởi Teru Fukui.

### Cải tổ lần thứ nhất
| Vị trí | Bộ trưởng | Bộ trưởng           | Bộ trưởng | Nhiệm kỳ            | Nhiệm kỳ |
| --- | --------- | ------------------- | --------- | ------------------- | -------- |
| Thủ tướng |           | Abe Shinzō          | R         | 2/10/2018-11/9/2019 |          |
| Phó Thủ tướng Bộ trưởng Bộ Tài chính Bộ trưởng Nhà nước về cơ quan tài chính Bộ trưởng phụ trách khắc phục tình trạng giảm phát Đại diện thay mặt Thủ tướng (hạng 1) |           | Asō Tarō            | R         | 2/10/2018-11/9/2019 |          |
| Bộ trưởng Bộ Nội vụ và Truyền thông Bộ trưởng Nhà nước An sinh Xã hội và hệ thống thuế số |           | Ishida Masatoshi    | R         | 2/10/2018-11/9/2019 |          |
| Bộ trưởng Bộ Tư pháp |           | Yamashita Takashi   | R         | 2/10/2018-11/9/2019 |          |
| Bộ trưởng Bộ Ngoại giao Đại diện thay mặt Thủ tướng (hạng 4) |           | Kōno Tarō           | R         | 2/10/2018-11/9/2019 |          |
| Bộ trưởng Bộ Giáo dục, Văn hóa, Thể thao, Khoa học và Công nghệ Bộ trưởng phụ trách tái cấu trúc giáo dục |           | Shibayama Masahiko  | R         | 2/10/2018-11/9/2019 |          |
| Bộ trưởng Bộ Y tế, Lao động, và Phúc lợi Bộ trưởng cải cách phong cách làm việc Đại diện thay mặt Thủ tướng (hạng 5) |           | Nemoto Takumi       | R         | 2/10/2018-11/9/2019 |          |
| Bộ trưởng Bộ Nông nghiệp, Lâm nghiệp và Thủy sản |           | Yoshikawa Takamori  | R         | 2/10/2018-11/9/2019 |          |
| Bộ trưởng Bộ Kinh tế, Thương mại và Công nghiệp Bộ trưởng Nhà nước về cạnh tranh công nghiệp Bộ trưởng hợp tác kinh tế với Nga Bộ trưởng phụ trách ứng phó với tác động kinh tế gây ra bởi sự cố hạt nhân Bộ trưởng Nhà nước về bồi thường thiệt hại hạt nhân và Tập đoàn Tháo dỡ |           | Hiroshige Sekō      | C         | 2/10/2018-11/9/2019 |          |
| Bộ trưởng Bộ Điền địa, Cơ sở hạ tầng, Giao thông và Du lịch Bộ trưởng Nhà nước về chính sách tuần hoàn thủy lợi |           | Ishii Keiichi       | R         | 2/10/2018-11/9/2019 |          |
| Bộ trưởng Bộ Môi trường Bộ trưởng Nhà nước về ứng phó khủng hoảng hạt nhân |           | Harada Yoshiaki     | R         | 2/10/2018-11/9/2019 |          |
| Bộ trưởng Quốc phòng |           | Iwaya Takeshi       | R         | 2/10/2018-11/9/2019 |          |
| Chánh Văn phòng Nội các Bộ trưởng phụ trách giảm nhẹ gánh nặng căn cứ quân sự tại Okinawa Bộ trưởng phụ trách vấn đề bắt cóc Bộ trưởng Nhà nước phụ trách vấn đề bắt cóc Đại diện thay mặt Thủ tướng (hạng 2)                                                                     |           | Suga Yoshihide      | R         | 2/10/2018-11/9/2019 |          |
| Bộ trưởng Nhà nước Tái thiết Bộ trưởng phụ trách điều phối chính sách toàn diện cho sự hồi sinh từ tai nạn hạt nhân ở Fukushima |           | Watanabe Hiromichi  | R         | 2/10/2018-11/9/2019 |          |
| Chủ tịch Ủy ban An toàn Công cộng Quốc gia Bộ trưởng phụ trách Xây dựng và phục hồi Quốc gia Bộ trưởng Nhà nước về Giảm nhẹ thiên tai |           | Yamamoto Junzō      | C         | 2/10/2018-11/9/2019 |          |
| Bộ trưởng Nhà nước Okinawa và Lãnh thổ phía Bắc Bộ trưởng Nhà nước về An toàn thực phẩm Bộ trưởng Nhà nước về vấn đề giảm sinh Bộ trưởng Nhà nước về chính sách đại dương |           | Miyakoshi Mitsuhiro | R         | 2/10/2018-11/9/2019 |          |
| Bộ trưởng phụ trách chính sách công nghệ thông tin Bộ trưởng Nhà nước về chiến lược "Cool Japan" Bộ trưởng Nhà nước về Chiến lược sở hữu trí tuệ Bộ trưởng Nhà nước về chính sách Khoa học Công nghệ Bộ trưởng Nhà nước về chính sách vũ trụ                                      |           | Hirai Takuya        | R         | 2/10/2018-11/9/2019 |          |
| Bộ trưởng phụ trách tái thiết kinh tế Bộ trưởng về phát triển nguồn nhân lực Bộ trưởng phụ trách cải cách toàn diện an sinh xã hội và thuế Bộ trưởng Nhà nước về chính sách năm tài khóa và kinh tế Đại diện thay mặt Thủ tướng (hạng 3)                                          |           | Motegi Toshimitsu   | R         | 2/10/2018-11/9/2019 |          |
| Bộ trưởng Nhà nước phụ trách tái thiết vùng Bộ trưởng Nhà nước cải cách lãnh đạo Bộ trưởng về tái thiết vùng Bộ trưởng Nhà nước về cải cách hành chính Bộ trưởng Nhà nước về cải cách dịch vụ công Bộ trưởng Nhà nước về bình đẳng giới                                           |           | Katayama Satsuki    | C         | 2/10/2018-11/9/2019 |          |
| Bộ trưởng Nhà nước về Olympic Tokyo và Paralympic Games |           | Sakurada Yoshitaka  | R         | 2/10/2018-10/4/2019 |          |
| Bộ trưởng Nhà nước về Olympic Tokyo và Paralympic Games |           | Suzuki Shun'ichi    | R         | 10/4/2019-11/9/2019 |          |

#### Thay đổi
Ngày 10/4/2019 – Bộ trưởng Nhà nước về Olympic Tokyo và Paralympic Games Yoshitaka Sakurada từ chức và thay thế bằng Shun'ichi Suzuki.

### Cải tổ lần thứ hai
| Vị trí | Bộ trưởng | Bộ trưởng           | Bộ trưởng | Nhiệm kỳ               | Nhiệm kỳ |
| --- | --------- | ------------------- | --------- | ---------------------- | -------- |
| Thủ tướng |           | Abe Shinzō          | R         | 11/9/2019 – nay        |          |
| Phó Thủ tướng Bộ trưởng Bộ Tài chính Bộ trưởng Nhà nước về cơ quan tài chính Bộ trưởng phụ trách khắc phục tình trạng giảm phát Đại diện thay mặt Thủ tướng (hạng 1) |           | Asō Tarō            | R         | 11/9/2019 – nay        |          |
| Bộ trưởng Bộ Nội vụ và Truyền thông Bộ trưởng Nhà nước An sinh Xã hội và hệ thống thuế số |           | Takaichi Sanae      | R         | 11/9/2019 – nay        |          |
| Bộ trưởng Bộ Tư pháp |           | Kawai Katsuyuki     | R         | 11/9/2019 – 31/10/2019 |          |
| Bộ trưởng Bộ Tư pháp |           | Mori Masako         | R         | 31/10/2019 – nay       |          |
| Bộ trưởng Bộ Ngoại giao Đại diện thay mặt Thủ tướng (hạng 4) |           | Motegi Toshimitsu   | R         | 11/9/2019 – nay        |          |
| Bộ trưởng Bộ Giáo dục, Văn hóa, Thể thao, Khoa học và Công nghệ Bộ trưởng phụ trách tái cấu trúc giáo dục |           | Hagiuda Kōichi      | R         | 11/9/2019 – nay        |          |
| Bộ trưởng Bộ Y tế, Lao động, và Phúc lợi Bộ trưởng cải cách phong cách làm việc |           | Katō Katsunobu      | R         | 11/9/2019 – nay        |          |
| Bộ trưởng Bộ Nông nghiệp, Lâm nghiệp và Thủy sản |           | Etō Taku            | R         | 11/9/2019 – nay        |          |
| Bộ trưởng Bộ Kinh tế, Thương mại và Công nghiệp Bộ trưởng Nhà nước về cạnh tranh công nghiệp Bộ trưởng hợp tác kinh tế với Nga Bộ trưởng phụ trách ứng phó với tác động kinh tế gây ra bởi sự cố hạt nhân Bộ trưởng Nhà nước về bồi thường thiệt hại hạt nhân và Tập đoàn Tháo dỡ |           | Isshu Sugawara      | R         | 11/9/2019 – 25/10/2019 |          |
| Bộ trưởng Bộ Kinh tế, Thương mại và Công nghiệp Bộ trưởng Nhà nước về cạnh tranh công nghiệp Bộ trưởng hợp tác kinh tế với Nga Bộ trưởng phụ trách ứng phó với tác động kinh tế gây ra bởi sự cố hạt nhân Bộ trưởng Nhà nước về bồi thường thiệt hại hạt nhân và Tập đoàn Tháo dỡ |           | Hiroshi Kajiyama    | R         | 25/10/2019 – nay       |          |
| Bộ trưởng Bộ Điền địa, Cơ sở hạ tầng, Giao thông và Du lịch Bộ trưởng Nhà nước về chính sách tuần hoàn thủy lợi |           | Kazuyoshi Akaba     | R         | 11/9/2019 – nay        |          |
| Bộ trưởng Bộ Môi trường Bộ trưởng Nhà nước về ứng phó khủng hoảng hạt nhân |           | Koizumi Shinjirō    | R         | 11/9/2019 – nay        |          |
| Bộ Quốc phòng |           | Kōno Tarō           | R         | 11/9/2019 – nay        |          |
| Chánh Văn phòng Nội các Bộ trưởng phụ trách giảm nhẹ gánh nặng căn cứ quân sự tại Okinawa Bộ trưởng phụ trách vấn đề bắt cóc |           | Suga Yoshihide      | R         | 11/9/2019 – nay        |          |
| Bộ trưởng Nhà nước Tái thiết Bộ trưởng phụ trách điều phối chính sách toàn diện cho sự hồi sinh từ tai nạn hạt nhân ở Fukushima |           | Tanaka Kazunori     | R         | 11/9/2019 – nay        |          |
| Chủ tịch Ủy ban An toàn Công cộng Quốc gia Bộ trưởng phụ trách Xây dựng và phục hồi Quốc gia Bộ trưởng Nhà nước về Giảm nhẹ thiên tai |           | Takeda Ryota        | R         | 11/9/2019 – nay        |          |
| Bộ trưởng Nhà nước Okinawa và Lãnh thổ phía Bắc Bộ trưởng Nhà nước về An toàn thực phẩm Bộ trưởng Nhà nước về vấn đề giảm sinh Bộ trưởng Nhà nước về chính sách đại dương |           | Eto Seiichi         | C         | 11/9/2019 – nay        |          |
| Bộ trưởng phụ trách chính sách công nghệ thông tin Bộ trưởng Nhà nước về chiến lược "Cool Japan" Bộ trưởng Nhà nước về Chiến lược sở hữu trí tuệ Bộ trưởng Nhà nước về chính sách Khoa học Công nghệ Bộ trưởng Nhà nước về chính sách vũ trụ                                      |           | Takemoto Naokazu    | R         | 11/9/2019 – nay        |          |
| Bộ trưởng Nhà nước về chính sách năm tài khóa và kinh tế Bộ trưởng phụ trách cải cách toàn diện an sinh xã hội Bộ trưởng thay đổi TPP và đàm phán thương mại Mỹ-Nhật |           | Nishimura Yasutoshi | R         | 11/9/2019 – nay        |          |
| Bộ trưởng Nhà nước về tái thiết vùng Bộ trưởng Nhà nước Cải cách Pháp quy |           | Kitamura Seigo      | R         | 11/9/2019 – nay        |          |
| Bộ trưởng Nhà nước về Olympic Tokyo và Paralympic Games Bộ trưởng thay đổi Nữ quyền Bộ trưởng Nhà nước về Bình đẳng giới |           | Hashimoto Seiko     | C         | 11/9/2019 – nay        |          |